# 용도지역
용도지역(用途地域)은 합리적, 경제적으로 국토를 이용하기 위해, 정부에서 미리 지정해 둔 토지의 용도를 말한다.
토지의 이용 및 건축물의 용도·건폐율·용적률·높이 등을 제한함으로써 토지를 경제적·효율적으로 이용하고 
공공복리의 증진을 도모하기 위하여 서로 중복되지 않게 도시·군관리계획으로 결정하는 지역을 말한다.

## 대한민국의 용도지역
용도지역은 토지이용의 가장 기본적인 구분으로, 전 국토에 걸쳐 빠짐없이 중복되지 않게 구분 지정된다.

국토의 계획 및 이용에 관한 법률 제6조에 따라 대한민국 국토는 토지의 이용실태 및 특성, 장래의 토지 이용 방향 등을 고려하여 다음과 같은 4 종류의 용도지역으로 구분된다.
| 용도지역         | 구분 |
| ---------------- | --- |
| 도시지역         | 인구와 산업이 밀집되어 있거나 밀집이 예상되어 그 지역에 대하여 체계적인 개발·정비·관리·보전 등이 필요한 지역                                                                                       |
| 관리지역         | 도시지역의 인구와 산업을 수용하기 위하여 도시지역에 준하여 체계적으로 관리하거나 농림업의 진흥, 자연환경 또는 산림의 보전을 위하여 농림지역 또는 자연환경보전지역에 준하여 관리할 필요가 있는 지역 |
| 농림지역         | 도시지역에 속하지 아니하는 농지법에 따른 농업진흥지역 또는 산지관리법에 따른 보전산지 등으로서 농림업을 진흥시키고 산림을 보전하기 위하여 필요한 지역                                              |
| 자연환경보전지역 | 자연환경·수자원·해안·생태계·상수원 및 문화재의 보전과 수산자원의 보호·육성 등을 위하여 필요한 지역                                                                                                 |

또한, 국토의 계획 및 이용에 관한 법률 제2조에서는 용도지역에 대해 “토지의 이용 및 건축물의 용도·건폐율·용적률·높이 등을 제한함으로써 토지를 경제적·효율적으로 이용하고 공공복리의 증진을 도모하기 위하여 서로 중복되지 아니하게 도시관리계획으로 결정하는 지역”으로 정의하고 도시지역 및 관리지역을 다음과 같이 구분한다.
| 지역     | 지역         | 지정목적 |
| -------- | ------------ | --- |
| 도시지역 | 주거지역     | 거주의 안녕과 건전한 생활환경의 보호를 위하여 필요한 지역 |
| 도시지역 | 상업지역     | 상업이나 그 밖의 업무의 편익을 증진하기 위하여 필요한 지역 |
| 도시지역 | 공업지역     | 공업의 편익을 증진하기 위하여 필요한 지역 |
| 도시지역 | 녹지지역     | 자연환경·농지 및 산림의 보호, 보건위생, 보안과 도시의 무질서한 확산을 방지하기 위하여 녹지의 보전이 필요한 지역                                                                               |
| 관리지역 | 보전관리지역 | 자연환경 보호, 산림 보호, 수질오염 방지, 녹지공간 확보 및 생태계 보전 등을 위하여 보전이 필요하나, 주변 용도지역과의 관계 등을 고려할 때 자연환경보전지역으로 지정하여 관리하기가 곤란한 지역 |
| 관리지역 | 생산관리지역 | 농업·임업·어업 생산 등을 위하여 관리가 필요하나, 주변 용도지역과의 관계 등을 고려할 때 농림지역으로 지정하여 관리하기가 곤란한 지역                                                           |
| 관리지역 | 계획관리지역 | 도시지역으로의 편입이 예상되는 지역이나 자연환경을 고려하여 제한적인 이용·개발을 하려는 지역으로서 계획적·체계적인 관리가 필요한 지역                                                         |

## 도시지역 세분
국토의 계획 및 이용에 관한 법률 제36조 2항에 따른 국토의 계획 및 이용에 관한 법률 시행령 제30조 도시관리계획결정으로 용도지역 중 도시지역을 다음과 같이 세분한다.
| 지역     | 지역         | 세분              | 지정목적 |
| -------- | ------------ | ----------------- | --- |
| 주거지역 | 전용주거지역 | 제1종전용주거지역 | 단독주택 중심의 양호한 주거환경을 보호하기 위하여 필요한 지역                                                                                                |
| 주거지역 | 전용주거지역 | 제2종전용주거지역 | 공동주택 중심의 양호한 주거환경을 보호하기 위하여 필요한 지역                                                                                                |
| 주거지역 | 일반주거지역 | 제1종일반주거지역 | 저층주택을 중심으로 편리한 주거환경을 조성하기 위하여 필요한 지역                                                                                            |
| 주거지역 | 일반주거지역 | 제2종일반주거지역 | 중층주택을 중심으로 편리한 주거환경을 조성하기 위하여 필요한 지역                                                                                            |
| 주거지역 | 일반주거지역 | 제3종일반주거지역 | 중고층주택을 중심으로 편리한 주거환경을 조성하기 위하여 필요한 지역                                                                                          |
| 주거지역 | 준주거지역   | 준주거지역        | 주거기능을 위주로 이를 지원하는 일부 상업기능 및 업무기능을 보완하기 위하여 필요한 지역                                                                      |
| 상업지역 | 중심상업지역 | 중심상업지역      | 도심ㆍ부도심의 상업기능 및 업무기능의 확충을 위하여 필요한 지역                                                                                              |
| 상업지역 | 일반상업지역 | 일반상업지역      | 일반적인 상업기능 및 업무기능을 담당하게 하기 위하여 필요한 지역                                                                                             |
| 상업지역 | 근린상업지역 | 근린상업지역      | 근린지역에서의 일용품 및 서비스의 공급을 위하여 필요한 지역                                                                                                  |
| 상업지역 | 유통상업지역 | 유통상업지역      | 도시내 및 지역간 유통기능의 증진을 위하여 필요한 지역 |
| 공업지역 | 전용공업지역 | 전용공업지역      | 주로 중화학공업, 공해성 공업 등을 수용하기 위하여 필요한 지역                                                                                                |
| 공업지역 | 일반공업지역 | 일반공업지역      | 환경을 저해하지 아니하는 공업의 배치를 위하여 필요한 지역 |
| 공업지역 | 준공업지역   | 준공업지역        | 경공업 그 밖의 공업을 수용하되, 주거기능ㆍ상업기능 및 업무기능의 보완이 필요한 지역                                                                          |
| 녹지지역 | 보전녹지지역 | 보전녹지지역      | 도시의 자연환경ㆍ경관ㆍ산림 및 녹지공간을 보전할 필요가 있는 지역                                                                                            |
| 녹지지역 | 생산녹지지역 | 생산녹지지역      | 주로 농업적 생산을 위하여 개발을 유보할 필요가 있는 지역 |
| 녹지지역 | 자연녹지지역 | 자연녹지지역      | 도시의 녹지공간의 확보, 도시확산의 방지, 장래 도시용지의 공급 등을 위하여 보전할 필요가 있는 지역으로서 불가피한 경우에 한하여 제한적인 개발이 허용되는 지역 |

## 기타
대한민국 용도지역 전체 면적이 행정구역보다 큰 것은 해면부에도 도시관리계획으로 지정이 가능하기 때문이다.

## 같이 보기
- 님비
- 도로
- 교통량